# ミュンツェンベルク
ミュンツェンベルク (ドイツ語: Münzenberg, ドイツ語発音: [ˈmʏnt‿sn̩bɛrk]) は、ドイツ連邦共和国ヘッセン州ヴェッテラウ郡に属す市である。

## 地理
ミュンツェンベルクはヴェッテラウの北辺、ブッツバッハの北東 7.5 km にあたる海抜 202 m に位置する。市内をヴェッター川が流れている。

### 市の構成
ミュンツェンベルク市は、ガムバッハ市区、ミュンツェンベルク市区、オーバー＝ヘルゲルン市区、トライス市区から構成されている。

### 隣接する市町村
ミュンツェンベルク市は、北はポールハイム、東はリヒおよびフンゲン（以上 3市はいずれもギーセン郡）、南東はヴェルファースハイム、南はロッケンベルク、西はブッツバッハ（以上 3市町村はヴェッテラウ郡）と境を接している。

## 歴史

### 中世
ミュンツェンベルク村は、ミュンツェンベルク城周辺の入植地として12世紀後半にクーノ1世フォン・ハーゲン＝アルンスブルク（遅くとも1156年以降はこの城塞にちなんでクーノ1世フォン・ミュンツェンベルクと称した）によって建設された。この入植地は、1245年に都市権を授けられた。
ミュンツェンベルクは、1225年には自由所有地（租税の納入が免除された完全私有地）として、ウルリヒ2世フォン・ミュンツェンベルクの遺産であるミュンツェンベルク相続領に属していた。ミュンツェンベルク相続領は、6人の姉妹が分割相続したが、共同管理地として引き続き統一的に管理された。当初の相続者は以下の通りである。
- アーデルハイト、ラインハルト1世フォン・ハーナウと結婚
- イーゼンガルト、ファルケンシュタイン伯フィリップ1世と結婚
- メヒチルト、エンゲルハルト・フォン・ヴァインスベルクと結婚
- イルメンガルト、コンラート・フォン・ヴァインスベルクと結婚
- ヘドヴィヒ、ハインリヒ・フォン・パッペンハイムと結婚
- アグネス、コンラート・フォン・シェーネベルクと結婚

この分割された権利、すなわちミュンツェンベルクにおける領主権は相続により、また一部は売買によって様々な領主の手に渡った。以下のその変遷を示す。
| 時期       | 領主                                                 | 領主                                                                                     | 領主                                                                                     | 領主                                                                                     | 領主                                                                                     | 領主                                                      | 領主                                              | 領主                                                | 領主                                                | 備考 |
| 1255–1256  | アーデルハイト 1/6 ∞ ラインハルト1世フォン・ハーナウ | イーゼンゲルト 1/6 ∞ フィリップ1世フォン・ファルケンシュタイン                           | メヒチルト 1/6 ∞ エンゲルハルト・フォン・ヴァインスベルク                                | メヒチルト 1/6 ∞ エンゲルハルト・フォン・ヴァインスベルク                                | イルメンガルト 1/6 ∞ コンラート・フォン・ヴァインスベルク                                | イルメンガルト 1/6 ∞ コンラート・フォン・ヴァインスベルク | アグネス 1/6 ∞ コンラート・フォン・シェーネベルク | ヘドヴィヒ 1/6 ∞ ハインリヒ・フォン・パッペンハイム | ヘドヴィヒ 1/6 ∞ ハインリヒ・フォン・パッペンハイム | 6人の既婚姉妹が分割相続 |
| 1256–1272  | ハーナウ家 1/6                                       | ファルケンシュタイン家 3/6                                                               | ファルケンシュタイン家 3/6                                                               | ファルケンシュタイン家 3/6                                                               | ファルケンシュタイン家 3/6                                                               | ファルケンシュタイン家 3/6                                | シェーネベルク家 1/6                              | パッペンハイム家 1/6                                | パッペンハイム家 1/6                                | 1256年にファルケンシュタイン家が両ヴァインスベルク家の所領を獲得。 |
| 1272–1286  | ハーナウ家 1/6                                       | ファルケンシュタイン家 4/6                                                               | ファルケンシュタイン家 4/6                                                               | ファルケンシュタイン家 4/6                                                               | ファルケンシュタイン家 4/6                                                               | ファルケンシュタイン家 4/6                                | ファルケンシュタイン家 4/6                        | パッペンハイム家 1/6                                | パッペンハイム家 1/6                                | 1272年にファルケンシュタイン家がシェーネベルク家の所領を獲得。 |
| 1286–1418  | ハーナウ家 1/6                                       | ファルケンシュタイン家 5/6                                                               | ファルケンシュタイン家 5/6                                                               | ファルケンシュタイン家 5/6                                                               | ファルケンシュタイン家 5/6                                                               | ファルケンシュタイン家 5/6                                | ファルケンシュタイン家 5/6                        | ファルケンシュタイン家 5/6                          | ファルケンシュタイン家 5/6                          | 1286年にファルケンシュタイン家がパッペンハイム家の所領も獲得。 |
| 1418–1420  | ハーナウ家 8/48                                      | エップシュタイン家 20/48                                                                 | エップシュタイン家 20/48                                                                 | エップシュタイン家 20/48                                                                 | エップシュタイン家 20/48                                                                 | ゾルムス＝ブラウンフェルス家（分裂前）20/48               | ゾルムス＝ブラウンフェルス家（分裂前）20/48       | ゾルムス＝ブラウンフェルス家（分裂前）20/48         | ゾルムス＝ブラウンフェルス家（分裂前）20/48         | 1418年にファルケンシュタイン家が断絶。その所領はゾルムス家とエップシュタイン家で分割された。 |
| 1420–1433  | ハーナウ家（ハーナウ伯） 8/48                        | エップシュタイン家 20/48                                                                 | エップシュタイン家 20/48                                                                 | エップシュタイン家 20/48                                                                 | エップシュタイン家 20/48                                                                 | ゾルムス＝ブラウンフェルス家（新分家）15/48               | ゾルムス＝ブラウンフェルス家（新分家）15/48       | ゾルムス＝ブラウンフェルス家（新分家）15/48         | ゾルムス＝リヒ家 5/48                               | 1420年のゾルムス家分裂により、新しいブラウンフェルス家系とリヒ家系で 3:1 に分割。 |
| 1433–1458  | ハーナウ伯 8/48                                      | エップシュタイン＝ミュンツェンベルク家およびエップシュタイン＝ケーニヒシュタイン家 20/48 | エップシュタイン＝ミュンツェンベルク家およびエップシュタイン＝ケーニヒシュタイン家 20/48 | エップシュタイン＝ミュンツェンベルク家およびエップシュタイン＝ケーニヒシュタイン家 20/48 | エップシュタイン＝ミュンツェンベルク家およびエップシュタイン＝ケーニヒシュタイン家 20/48 | ゾルムス＝ブラウンフェルス家 15/48                        | ゾルムス＝ブラウンフェルス家 15/48                | ゾルムス＝ブラウンフェルス家 15/48                  | ゾルムス＝リヒ家 5/48                               | エップシュタイン家が1433年に2つの家系に分裂。 |
| 1458–1507  | ハーナウ＝ミュンツェンベルク伯 8/48                  | エップシュタイン＝ミュンツェンベルク家およびエップシュタイン＝ケーニヒシュタイン家 20/48 | エップシュタイン＝ミュンツェンベルク家およびエップシュタイン＝ケーニヒシュタイン家 20/48 | エップシュタイン＝ミュンツェンベルク家およびエップシュタイン＝ケーニヒシュタイン家 20/48 | エップシュタイン＝ミュンツェンベルク家およびエップシュタイン＝ケーニヒシュタイン家 20/48 | ゾルムス＝ブラウンフェルス家 15/48                        | ゾルムス＝ブラウンフェルス家 15/48                | ゾルムス＝ブラウンフェルス家 15/48                  | ゾルムス＝リヒ家                                    | 1458年にハーナウ家が 2つの家系に分裂。ミュンツェンベルクの所領はハーナウ＝ミュンツェンベルク伯領となった。 |
| 1507–1535  | ハーナウ＝ミュンツェンベルク伯 8/48                  | エップシュタイン＝ケーニヒシュタイン家 20/48                                             | エップシュタイン＝ケーニヒシュタイン家 20/48                                             | エップシュタイン＝ケーニヒシュタイン家 20/48                                             | エップシュタイン＝ケーニヒシュタイン家 20/48                                             | ゾルムス＝ブラウンフェルス家 15/48                        | ゾルムス＝ブラウンフェルス家 15/48                | ゾルムス＝ブラウンフェルス家 15/48                  | ゾルムス＝リヒ家 5/48                               | 1507年にエップシュタイン＝ミュンツェンベルク家最後の男系後継者が隠居し（1522年没）、その所領はエップシュタイン＝ケーニヒシュタイン家の管轄下に置かれた。                                                                                   |
| 1535–1548  | ハーナウ＝ミュンツェンベルク伯 8/48                  | シュトルベルク＝ケーニヒシュタイン家 20/48                                               | シュトルベルク＝ケーニヒシュタイン家 20/48                                               | シュトルベルク＝ケーニヒシュタイン家 20/48                                               | シュトルベルク＝ケーニヒシュタイン家 20/48                                               | ゾルムス＝ブラウンフェルス家15/48                         | ゾルムス＝ブラウンフェルス家15/48                 | ゾルムス＝ブラウンフェルス家15/48                   | ゾルムス＝リヒ家 5/48                               | 1535年、エップシュタイン＝ケーニヒシュタイン家の遺産は、その最後の領主の甥にあたるシュトルベルク家出身の人物が相続した。これによりエップシュタイン家の所領はシュトルベルク家のものとなり、シュトルベルク＝ケーニヒシュタイン家が成立した。 |
| 1548–1581  | ハーナウ＝ミュンツェンベルク伯 8/48                  | シュトルベルク＝ケーニヒシュタイン家 20/48                                               | シュトルベルク＝ケーニヒシュタイン家 20/48                                               | シュトルベルク＝ケーニヒシュタイン家 20/48                                               | シュトルベルク＝ケーニヒシュタイン家 20/48                                               | ゾルムス＝ブラウンフェルス家 15/48                        | ゾルムス＝ブラウンフェルス家 15/48                | ゾルムス＝ブラウンフェルス家 15/48                  | ゾルムス＝ラウバッハ家 5/48                         | ゾルムス家のリヒ家系が1548年に分裂し、ゾルムス＝ラウバッハ家が成立した。 |
| 1581–1602  | ハーナウ＝ミュンツェンベルク伯8/48                   | マインツ選帝侯 10/48                                                                     | マインツ選帝侯 10/48                                                                     | シュトルベルク＝ヴェルニゲローデ家 10/48                                                 | シュトルベルク＝ヴェルニゲローデ家 10/48                                                 | ゾルムス＝ブラウンフェルス家 15/48                        | ゾルムス＝ブラウンフェルス家 15/48                | ゾルムス＝ブラウンフェルス家 15/48                  | ゾルムス＝ラウバッハ家 5/48                         | 1581年にシュトルベルク＝ケーニヒシュタイン家断絶した。シュトルベルク家はエップシュタイン家遺領の半分を保持し、残りを帝国レーエンとしてマインツ選帝侯が得た。                                                                               |
| 1602–1642  | ハーナウ＝ミュンツェンベルク伯8/48                   | マインツ選帝侯 10/48                                                                     | マインツ選帝侯 10/48                                                                     | シュトルベルク＝ヴェルニゲローデ家 10/48                                                 | シュトルベルク＝ヴェルニゲローデ家 10/48                                                 | ゾルムス＝グライフェンシュタイン家 15/48                  | ゾルムス＝グライフェンシュタイン家 15/48          | ゾルムス＝グライフェンシュタイン家 15/48            | ゾルムス＝ラウバッハ家 5/48                         | 1602年にゾルムス＝ブラウンフェルス家は 3つの家系に分裂した。 |
| 1642–1677  | ハーナウ＝リヒテンベルク伯8/48                       | マインツ選帝侯 10/48                                                                     | マインツ選帝侯 10/48                                                                     | シュトルベルク＝ヴェルニゲローデ家 10/48                                                 | シュトルベルク＝ヴェルニゲローデ家 10/48                                                 | ゾルムス＝グライフェンシュタイン家 15/48                  | ゾルムス＝グライフェンシュタイン家 15/48          | ゾルムス＝グライフェンシュタイン家 15/48            | ゾルムス＝ラウバッハ家 5/48                         | 1642年にハーナウ＝ミュンツェンベルク伯家が断絶し、ハーナウ＝リヒテンベルク伯家がこの所領を相続した。 |
| 1677–1684  | ハーナウ＝リヒテンベルク伯8/48                       | マインツ選帝侯 10/48                                                                     | マインツ選帝侯 10/48                                                                     | シュトルベルク＝ゲーデルン家 10/48                                                       | シュトルベルク＝ゲーデルン家 10/48                                                       | ゾルムス＝グライフェンシュタイン家 15/48                  | ゾルムス＝グライフェンシュタイン家 15/48          | ゾルムス＝グライフェンシュタイン家 15/48            | ゾルムス＝ラウバッハ家 5/48                         | 1677年にシュトルベルク＝ヴェルニゲローデ家からゲーデルン家系が分家した。 |
| 1684–1693  | ハーナウ＝リヒテンベルク伯 18/48                     | ハーナウ＝リヒテンベルク伯 18/48                                                         | ハーナウ＝リヒテンベルク伯 18/48                                                         | シュトルベルク＝ゲーデルン家 10/48                                                       | シュトルベルク＝ゲーデルン家 10/48                                                       | ゾルムス＝グライフェンシュタイン家 15/48                  | ゾルムス＝グライフェンシュタイン家 15/48          | ゾルムス＝グライフェンシュタイン家 15/48            | ゾルムス＝ラウバッハ家 5/48                         | 1684年、領土交換によりマインツ選帝侯の所領部分はハーナウ家の所領となった。 |
| 1693–1736  | ハーナウ＝リヒテンベルク伯 18/48                     | ハーナウ＝リヒテンベルク伯 18/48                                                         | ハーナウ＝リヒテンベルク伯 18/48                                                         | シュトルベルク＝ゲーデルン家 10/48                                                       | シュトルベルク＝ゲーデルン家 10/48                                                       | ゾルムス＝ブラウンフェルス家 15/48                        | ゾルムス＝ブラウンフェルス家 15/48                | ゾルムス＝ブラウンフェルス家 15/48                  | ゾルムス＝ラウバッハ家 5/48                         | 1693年にゾルムス＝ブラウンフェルス家が断絶し、ゾルムス＝グライフェンシュタイン家がこれを引き継ぎ改名した。 |
| 1736年以降 | ヘッセン＝カッセル方伯 18/48                         | ヘッセン＝カッセル方伯 18/48                                                             | ヘッセン＝カッセル方伯 18/48                                                             | シュトルベルク＝ゲーデルン家 10/48                                                       | シュトルベルク＝ゲーデルン家 10/48                                                       | ゾルムス＝ブラウンフェルス家 15/48                        | ゾルムス＝ブラウンフェルス家 15/48                | ゾルムス＝ブラウンフェルス家 15/48                  | ゾルムス＝ラウバッハ家 5/48                         | 1736年にヘッセン＝カッセル方伯がハーナウ＝ミュンツェンベルク伯領をハーナウ＝リヒテンベルク伯家から相続した。ハーナウ＝リヒテンベルク伯はヘッセン＝ダルムシュタット方伯が相続した。                                                         |

1183年にはすでにこの村の聖職者についての記録があるが、1376年に初めてトライスの母教会から分離され独立した教区が形成された。教会の保護権は、ミュンツェンベルク相続領の権利継承分配率に応じて有していた。この村はマインツ司教区に属していた。教会上の中間組織は、マインツの聖マリア・アド・グラドゥス助祭長区、フリートベルク首席司祭区であった。
様々な修道院がミュンツェンベルクに荘園を有していた。アルンスブルク修道院、フランクフルトのドミニコ会修道院、グリューンベルクのアントニウス会修道院などである。

### 近代
やはりミュンツェンベルクに属す共同管理地の共同所有者は、主にヴェッテラウアー・グラーフェンフェラインの構成員あるいはその近親者であった。この地域では16世紀後半に宗教改革がなされ、最終的には福音主義改革派が定着した。
古い所領構成はナポレオン時代に崩壊し、ミュンツェンベルクはヘッセン大公国に編入された。しかし、1821年の行政改革までは、さらにシュタンデスヘル（陪臣化されたかつての帝国等族）の領域に分けられていた。すなわち、18/48が大公のアムト・ブッツバッハ、15/48がゾルムス＝ブラウンフェルス家のアムト・フンゲン、10/48がシュトルベルク＝オルテンベルク家のアムト・オルテンベルク、5/48がゾルムス＝ラウバッハのアムト・ウトフェに属した。1821年に大公家およびシュトルベルク家部分を含むラントラーツベツィルク・ブッツバッハ、ゾルムス家部分を含むラントラーツベツィルク・フンゲンが設けられた。これらすべてが1841年にフンゲン郡に統合された。1848年の革命の際ミュンツェンベルクはレギールングスベツィルク・フリートベルクに、1852年からフリートベルク郡に、1972年からヴェッテラウ郡にそれぞれ属した。ミュンツェンベルクは、1957年に改めて市とされた。

### 市町村合併
ヘッセン州の行政改革に伴い、1971年10月1日にミュンツェンベルク市とガムバッハが合併した。ガムバッハは、ミュンツェンベルク市の名称と権利を維持することに合意した。1971年12月31日にトライス＝ミュンツェンベルクとオーバー＝ヘルゲルン（ギーセン郡）が新たにミュンツェンベルク市に加わった。

## 行政

### 市議会
2011年3月27日の市議会議員選挙以降、ミュンツェンベルクの市議会は 25議席で構成されている。

### 姉妹都市
- ロンネブルク（ドイツ語版、英語版）（ドイツ、テューリンゲン州）

## 文化と見所

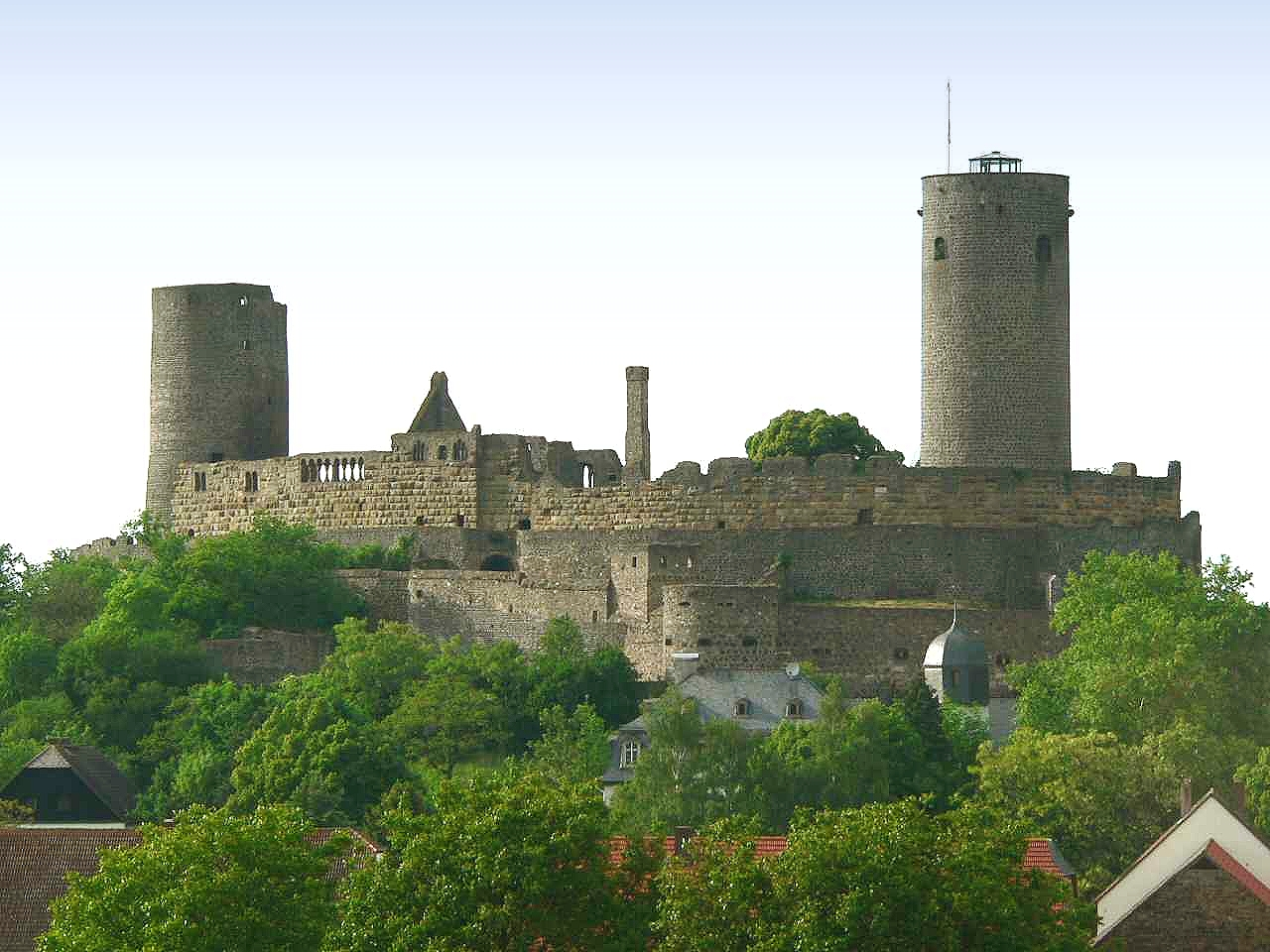
ミュンツェンベルク城趾

### 見所
- ミュンツェンベルク城は、12世紀後半に建設された。この城は、ドイツでも最重要クラスの城塞施設の一つである。城塞の遠くからの外観に基づき「ヴェッテラウのインク壺」とも呼ばれる。
- 特筆すべきは福音主義教区教会である。この教会の祭壇上には祭壇天蓋（ドイツ語版、英語版）と後期ゴシック様式のキリスト磔刑像がある。
- ローマ＝カトリック教会は旧施療教会から改築されたものである。
- ミュンツェンベルク地質学庭園

- マテウス・メーリアンの銅版画に描かれたミュンツェンベルク城
- 福音主義教区教会

## 経済と社会資本

### 交通

#### 道路
ミュンツェンベルクは、連邦道 B488号線とアウトバーン A45号線のミュンツェンベルク・インターチェンジを経由してアクセスできる。近隣のガムバッハ・ジャンクションでアウトバーン A5号線（ハッテンバッハ・ジャンクション - ヴァイル・アム・ライン）と A45号線（ドルトムント - アシャッフェンブルク）が交差している。

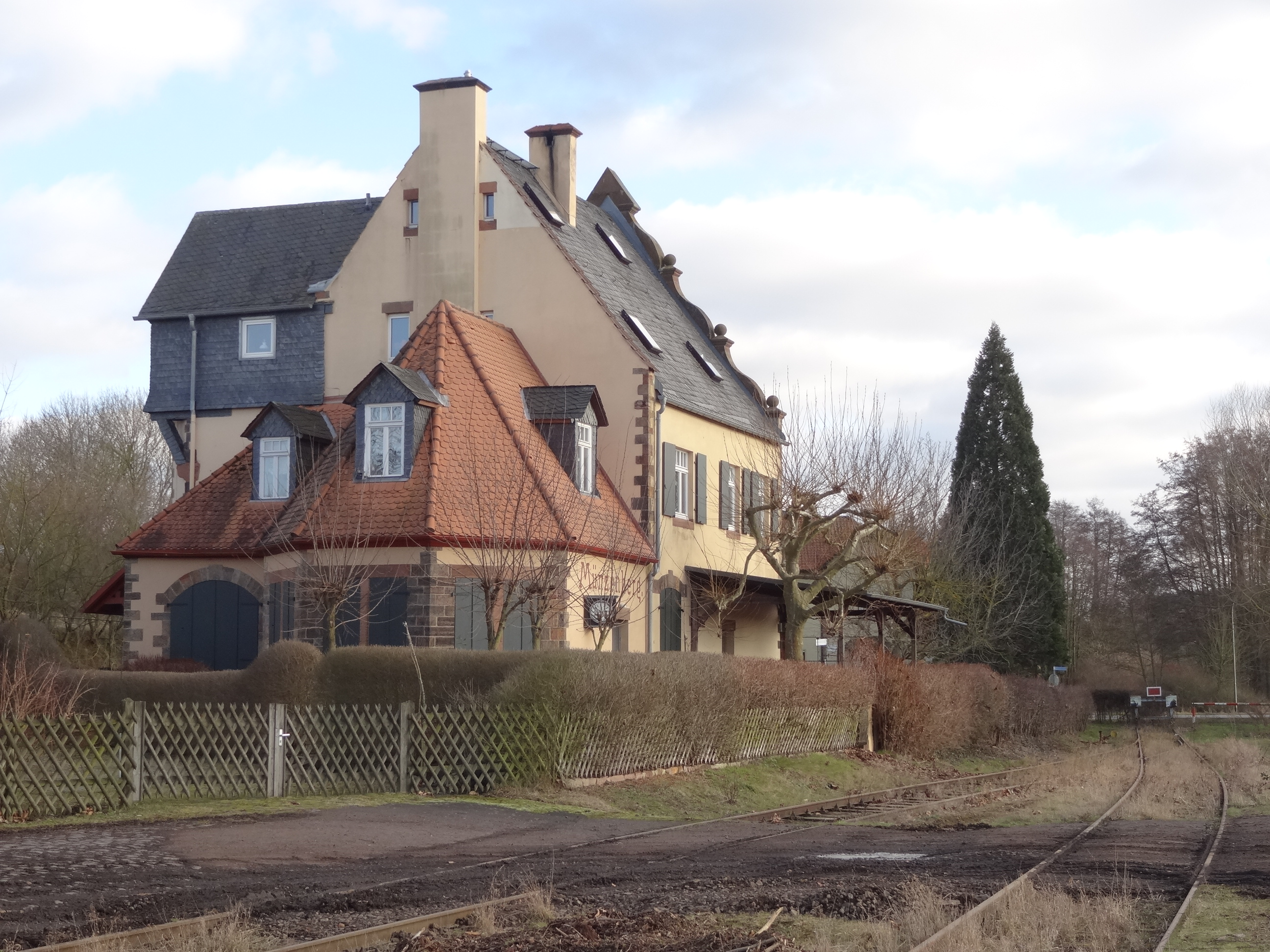
ミュンツェンベルクの駅舎

#### 鉄道
ミュンツェンベルク駅は、ブッツバッハ＝リッヒャー鉄道のメイン区間であるブッツバッハ - リヒ間に位置している。この路線は、1904年3月28日に全線が開通した。1961年5月28日に旅客運行を停止した。1985年9月26日までにミュンツェンベルク - トライス＝ミュンツェンベルク間の貨物運行も廃止された。
現在ミュンツェンベルク駅は、ヴェッテラウ鉄道愛好会の保存鉄道の終着駅である。この列車は、グリーデルやロッケンベルクを経由してバート・ナウハイム北駅まで運行している。貨物運行については、この駅で木材を積み込み、ブッツバッハ東駅からマイン＝ヴェーザー鉄道に入る。ミュンツェンベルクの駅舎はヘッセンの文化財保護法に基づく記念文化財に指定されている。

#### バス路線
ミュンツェンベルクは、ライン＝マイン交通連盟のサービス地域に属している。ミュンツェンベルクとブッツバッハ、リヒ、バイエンハイムとを結ぶオーバーヘッセン交通会社のバス路線 FB-52、FB-57 がこの街に発着する。

## 人物

### 出身者
- テオドール・モレル（1886年 - 1948年）トライス出身。医師。1936年から1945年までアドルフ・ヒトラーの主治医を務めた。

## 関連図書
- Gerhard Kleinfeldt, Hans Weirich: Die mittelalterliche Kirchenorganisation im oberhessisch-nassauischen Raum = Schriften des Instituts für geschichtliche Landeskunde von Hessen und Nassau 16 (1937). ND 1984, S. 26.
- Oberhessischer Verein für Localgeschichte (Hg.): Geschichte und Beschreibung von Münzenberg in der Wetterau. Roth, Gießen 1879 (デジタル版)
- Heinz Wionski: Denkmaltopographie Bundesrepublik Deutschland. Kulturdenkmäler in Hessen. Wetteraukreis II. Stuttgart 1999, S. 750–788.

これらの文献は、翻訳元であるドイツ語版の参考文献として挙げられていたものであり、日本語版作成に際し直接参照してはおりません。